# HK Dukla Michalovce
Der HK Dukla Michalovce ist ein slowakischer Eishockeyclub aus Michalovce, der 1974 gegründet wurde und seit 2019 der höchsten Spielklasse der Slowakei, der Tipsport liga, angehört. Seine Heimspiele trägt der Verein im Zimný štadión Michalovce aus, das 2608 Zuschauer fasst.

## Geschichte
Der HK Dukla Michalovce wurde 1974 als VTJ Michalovce gegründet, nachdem der Armeesportklub Dukla Spišská Nová Ves nach Michalovce umgesiedelt worden war. In der Folge nahm Michalovce am regionalen Spielbetrieb teil, ehe die Herrenmannschaft 1977 in die 2. SNHL aufstieg. Deren Meisterschaft gewann die Herrenmannschaft in den Jahren 1977, 1981 und 1983. Mit der Meisterschaft 1983 war der Aufstieg in die 1. SNHL verbunden, der der Verein bis zur Auflösung der Tschechoslowakei angehörte. Die Meisterschaft in der 1. SNHL konnte die Herrenmannschaft 1986 gewinnen.
Nach Auflösung der Tschechoslowakei und der Teilung in die voneinander unabhängigen Staaten Tschechien und Slowakei wurde der HK Dukla Michalovce in die zweitklassige 1. hokejová liga SR aufgenommen, in der er bis 2003 spielte. Während dieser Zeit unterhielt der Verein eine Kooperation mit dem HC Košice. Nach dem freiwilligen Abstieg in die 2. Liga aufgrund finanzieller Probleme hielt sich der Verein in der 2. Liga. 2008 ergab sich die Möglichkeit, eine Lizenz für die 1. Liga zu erwerben und das Management Michalovce nutzte diese Option, um wieder in die 1. Liga aufzusteigen.
2019 besiegte Dukla in der Liga-Relegation den MsHK DOXXbet Žilina und ersetzte diesen in der Extraliga.

## Erfolge
- 1977 Meister der 2. SNHL
- 1981 Meister der 2. SNHL
- 1983 Meister der 2. SNHL
- 1986 Meister der 1. SNHL
- 2018 Meister der 1. hokejová liga SR

- 2019 Meister der 1. hokejová liga SR, Aufstieg in die Extraliga

## Bekannte ehemalige Spieler
- Kristián Kudroč
- Juraj Faith
- Miroslav Pažák
- Peter Veselovský
- Jaroslav Kmiť
- Michal Kozák